# Rivoluzione in gonnella
Rivoluzione in gonnella (The Spite Bride) è un film muto del 1919 diretto da Charles Giblyn. La sceneggiatura si basa sul romanzo The Spite Bride di Louise Winter.
Prodotto dalla Selznick Pictures, aveva come interpreti Olive Thomas, Robert Ellis, Jack Mulhall, Claire Du Brey, Irene Rich, Lamar Johnstone.
Fu l'ultimo film di Johnstone: l'attore muore in maggio e il film esce in distribuzione quattro mesi dopo la sua morte. Neanche un anno dopo, nel settembre 1920, morirà anche la protagonista, la giovane Olive Thomas, durante un viaggio in Francia.

## Trama

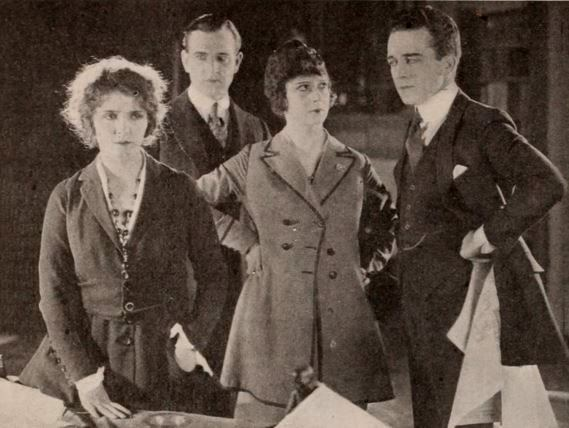
Olive Thomas, Robert Ellis, Claire Du Brey, Jack Mulhall

Tessa Doyle, una brava ragazza di campagna, arriva a New York dove va a lavorare nel teatro di rivista. Trixie, la sua partner, la spinge a cercare di guadagnare quanto possibile del denaro. Quando Bill Swayne, un giovane milionario viene piantato dalla fidanzata, passa la notte a ubriacarsi insieme all'amico Rodney. Dopo aver deciso di sposarsi quella stessa notte, propone le nozze a Tessa che accetta per ottenere del denaro per Trixie che, così, potrà divorziare. Trixie, dopo la cerimonia, ricatta Billy facendo arrabbiare Tessa che se ne va, rifiutando di accettare il denaro di Billy.
Qualche tempo dopo, Tessa ha trovato lavoro come segretaria di una signora che si rivela essere la madre di Billy. Quando i due si rivedono, scoprono di amarsi e decidono di sposarsi ancora una volta, questa volta sul serio.

## Produzione
Il film fu prodotto dalla Selznick Pictures Corporation. Alcune scene furono girate nella Baia di San Francisco e all'Hotel Alexandria.

## Distribuzione
Il copyright del film, richiesto dalla Selznick Pictures Corp., fu registrato il 10 agosto 1919 con il numero LP14050.
Distribuito dalla Select Pictures Corporation, il film - presentato da Myron Selznick - uscì nelle sale cinematografiche statunitensi il 21 settembre 1919. La Select Films lo distribuì in Francia il 22 ottobre 1920 con il titolo Les Aïeux ordonnent.
In Italia, fu distribuito dalla Triangle con il visto di censura numero 14915.
Copia completa della pellicola si trova conservata negli Archives Du Film Du CNC di Bois d'Arcy.